# Hércules

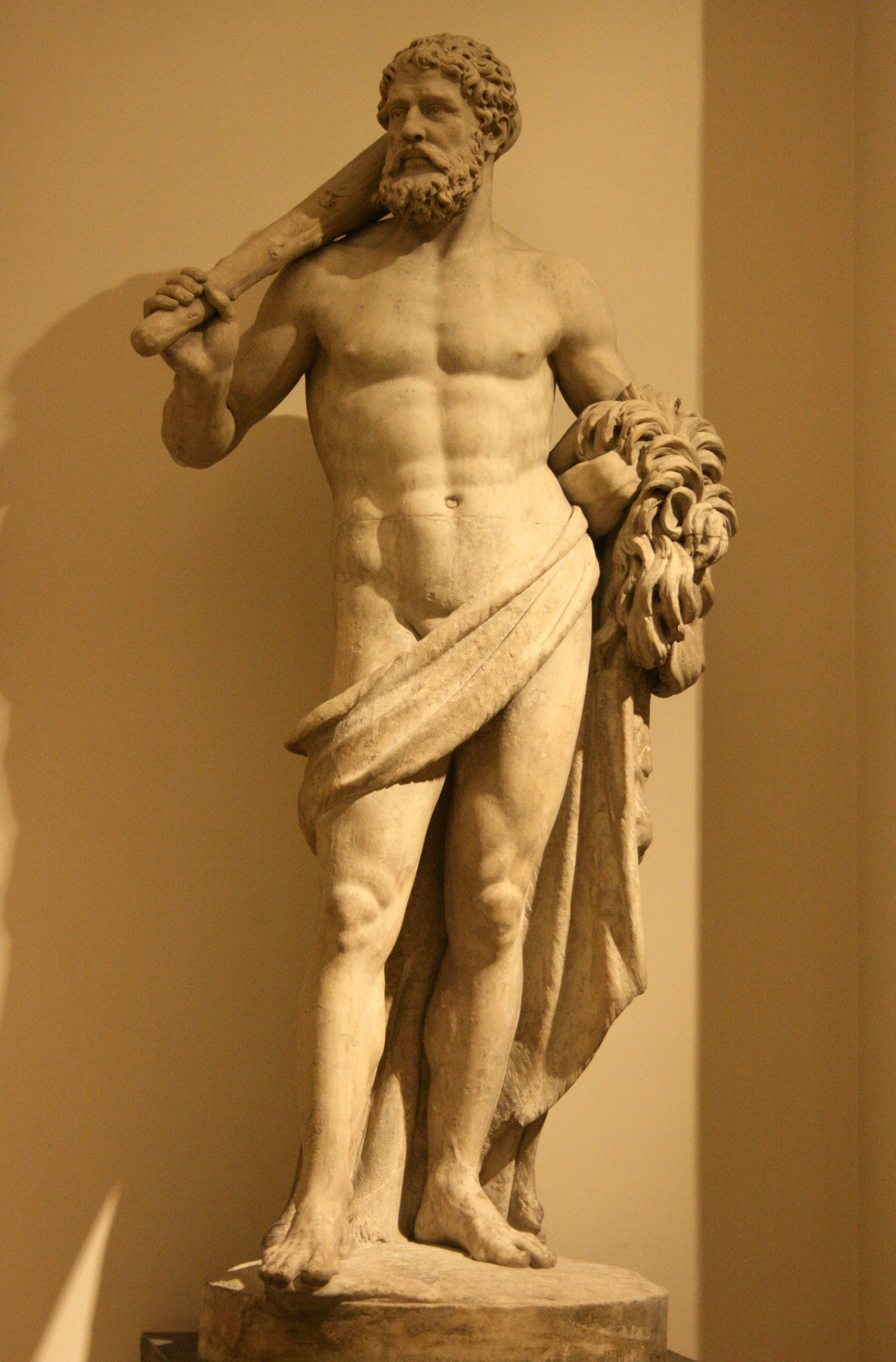
Estatua de Hércules por Gilles-Lambert Godecharle. Museo Real de Bellas Artes de Bélgica, Bruselas (Bélgica).

Hércules o Heracles, siendo una metátesis del nombre griego, era hijo de Júpiter, el equivalente romano del dios griego Zeus, y la mortal Alcmena. Llevó a cabo doce grandes trabajos, llamados Los doce trabajos de Heracles y fue deificado. Se caracterizaba por su monstruosa fuerza física sobrenatural y por amar a la humanidad.
Los romanos adoptaron la versión griega de su vida y trabajos sin cambios esenciales, relacionando al héroe con la geografía del Mediterráneo occidental.

## Leyendas romanas

### Combate con Caco

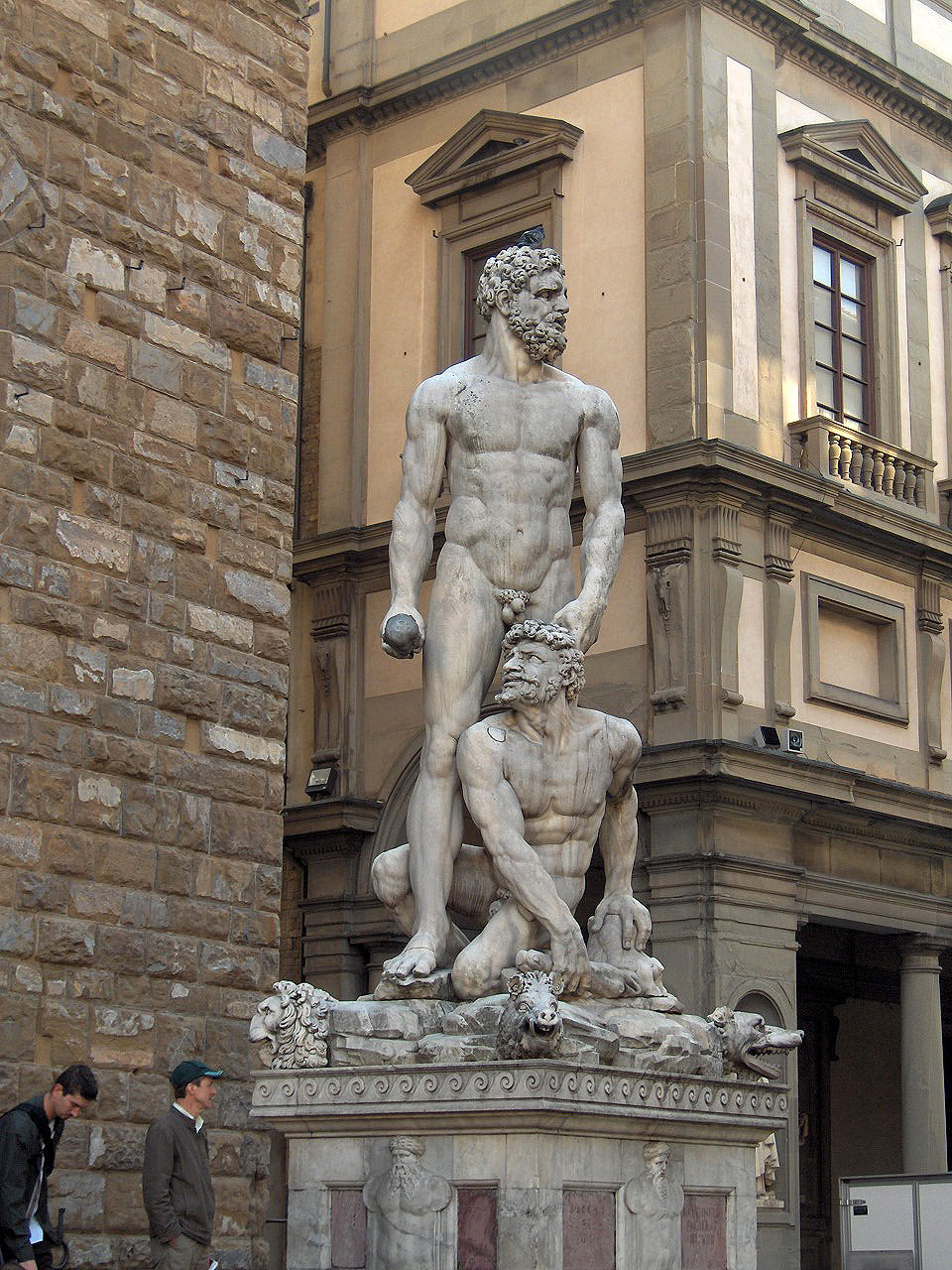
Hércules y Caco, realizado por Baccio Bandinelli (1534). Piazza della Signoria, Florencia.

Las leyendas romanas acerca de Hércules están relacionadas con su viaje al Mediterráneo occidental para robar el ganado de Gerión, uno de sus conocidos «doce trabajos». Al regresar, mientras descansaba junto al Tíber, un héroe local llamado Caco, hijo de Vulcano, le robó algunas reses y las condujo hasta su gruta. Cuando Hércules se dio cuenta, buscó el ganado robado y lo encontró, gracias a que los animales se pusieron a mugir, o bien a que Caca, hermana de Caco, dijo a Hércules dónde se hallaban. Entonces Hércules y Caco entablaron un combate en el que Caco contaba con el fuego y el humo que brotaba de sus tres cabezas, pero Hércules lo mató con su maza. Según otra tradición, Caco se había encerrado en su gruta cubriendo la entrada con rocas y Hércules tuvo que arrancar las rocas del techo de la cueva para poder entrar y estrangularlo.

### Bona Dea
Bona Dea, también llamada Fauna, que era el equivalente romano de Pan, era una divinidad romana. Mientras estaba ocupada de la celebración de misterios sagrados, Hércules, cansado después de la lucha contra Caco, le pidió beber en la fuente sagrada. Esta se negó, puesto que el acceso a esta fuente solo estaba permitido a mujeres. Hércules, como represalia, excluyó a las mujeres del acceso a su propio santuario.

### Otros mitos
La leyenda de Hércules y Caco también se ha relacionado con otras tradiciones: en una de ellas, Hércules era recibido por el rey Fauno. Este solía sacrificar a los dioses a los extranjeros pero cuando lo intentó con Hércules, fue muerto por él. Otra leyenda indica que era Evandro el que había recibido a Hércules y, aconsejado por Carmenta, su madre, erigió un altar al héroe, que fue conocido como el Altar Magno.
Por otra parte, en Campania se atribuía a Hércules la construcción de un gran dique y de una vía que servían de separación entre el mar y el lago Lucrino.

## Culto

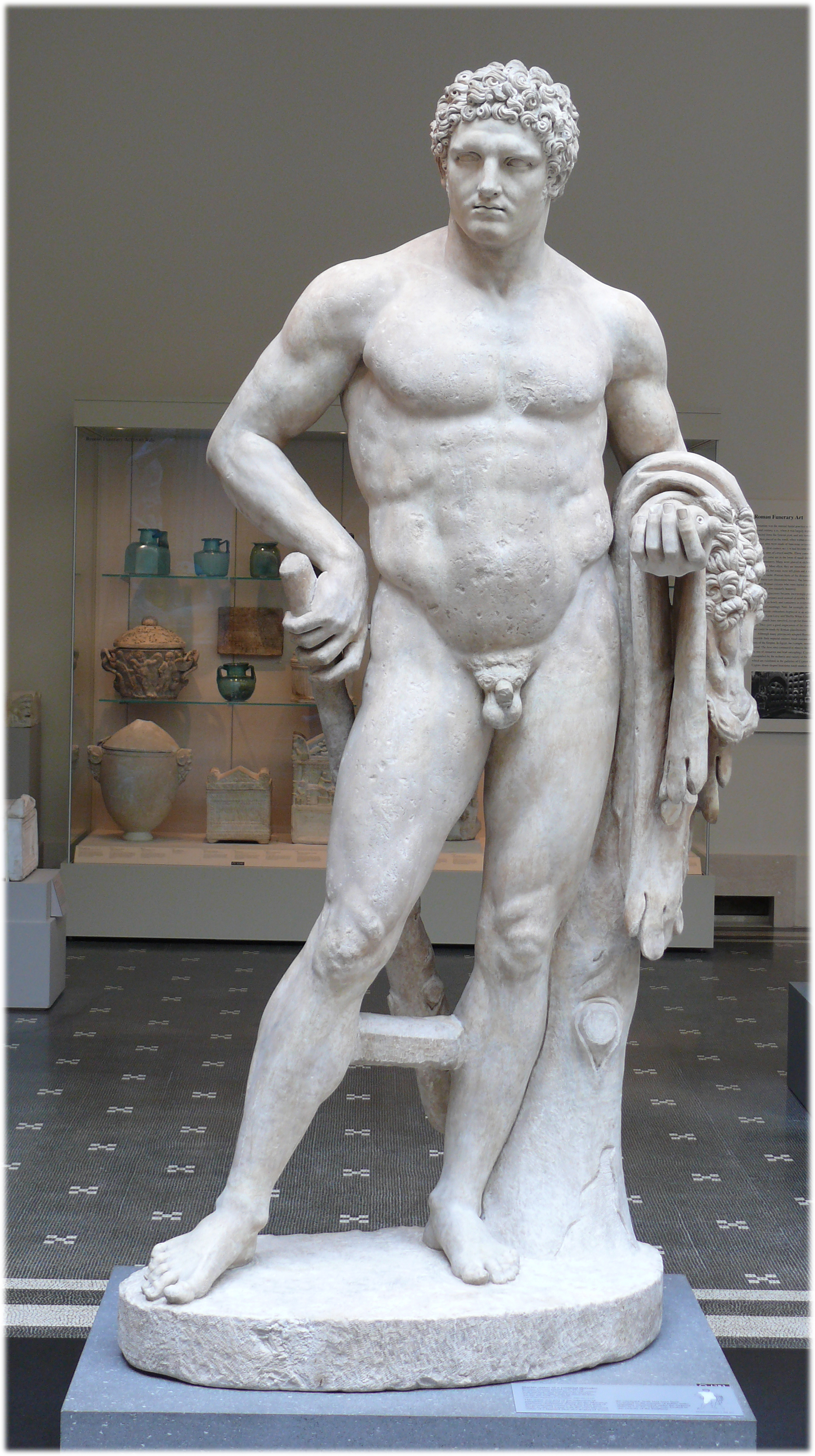
Nueva York, Museo Metropolitano, Joven Hércules, Romano, Gobierno de Flavio, 68-98 d. C.

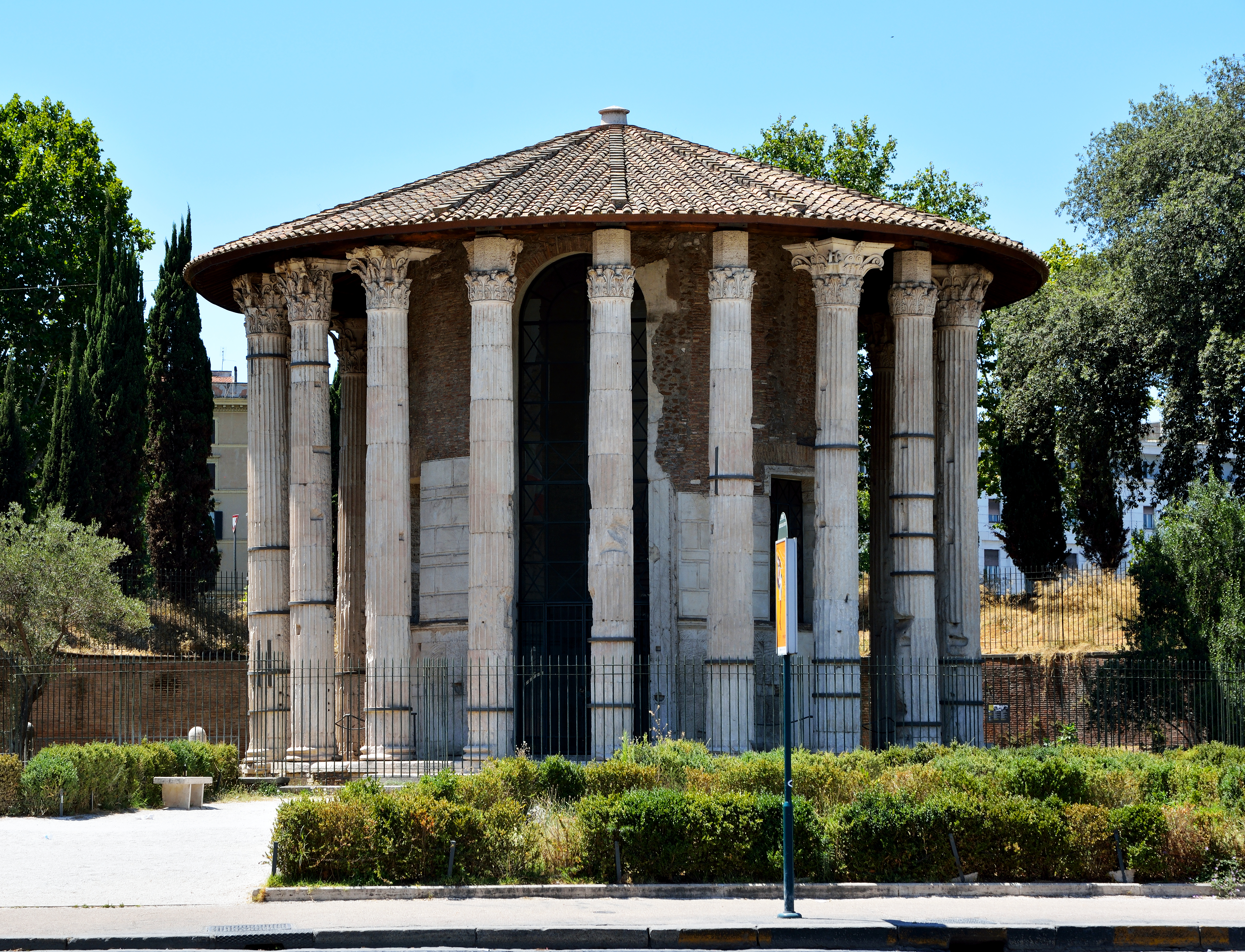
El templo de Hércules Víctor, en el Foro Boario.

El más antiguo centro de culto de Hércules en Roma era el Altar Magno, que se hallaba en una llanura entre los montes Palatino y Aventino, en el llamado Foro Boario. Allí se celebraba cada año un sacrificio en honor de Hércules Invicto. Por otra parte, también en el Foro Boario, se conserva un monóptero que se ha identificado como el Templo de Hércules Víctor.

## En la cultura popular

### Filmografía sobre Hércules

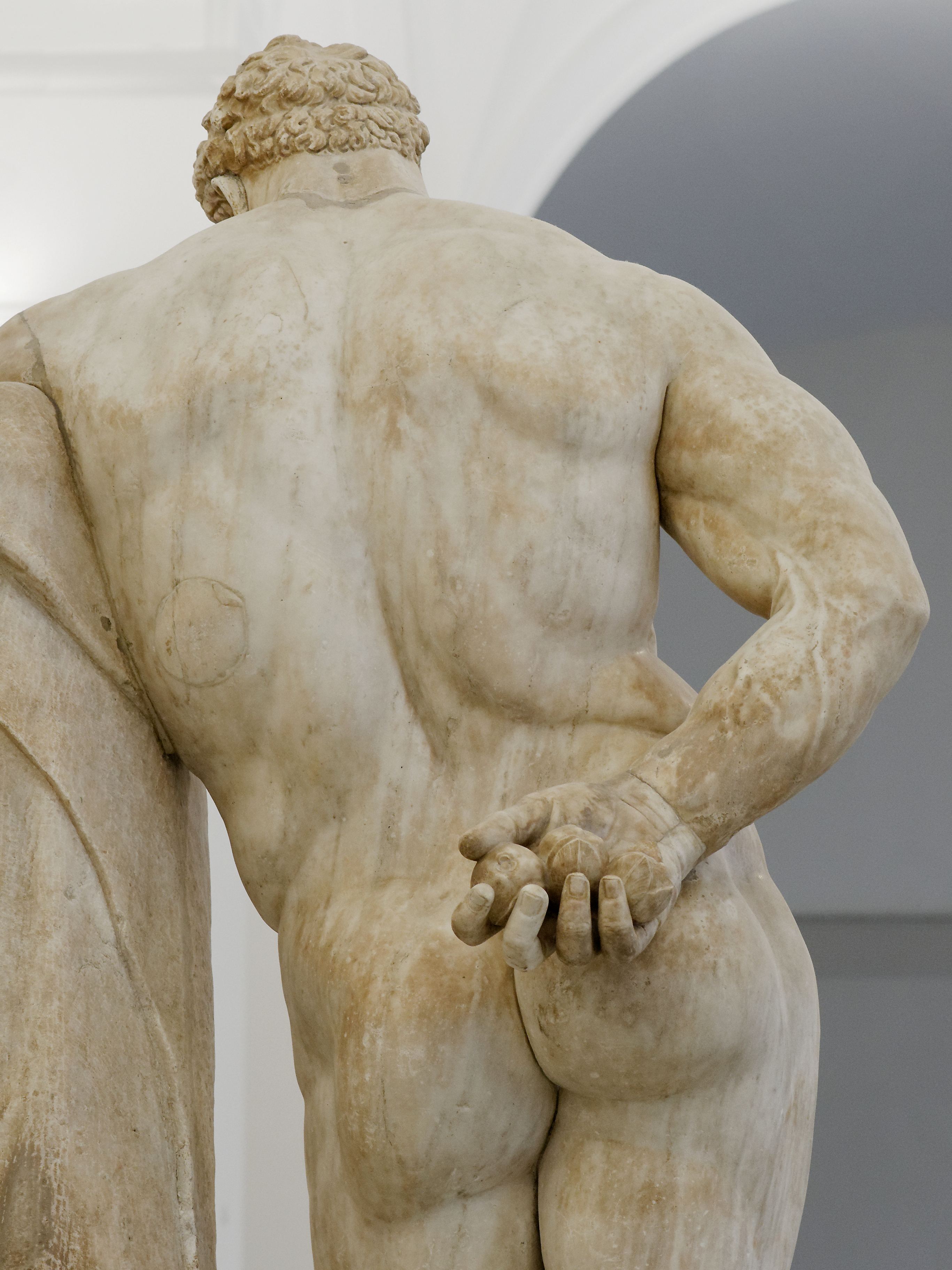
Nápoles, Hércules Farnesio, Museo Arqueológico Nacional (MAN) Nápoles, Inv6001 n05.

- Le fatiche di Ercole (Hércules, 1957).
- Ercole e la Regina di Lidia (Hércules y la reina de Lidia, 1959).
- La venganza de Hércules, 1960.
- Ercole al centro della Terra (Hércules en el centro de la Tierra, 1961).
- Ercole contro Roma (Hércules contra Roma, 1964).
- Hercules (Hércules, 1983).
- Hercules: The Legendary Journeys, serie de televisión (1995-1999).
- Hércules (Hércules, 1997. Producida por Walt Disney Feature Animation).
- Hércules de 2014 con Dwayne Johnson.
- The Legend of Hercules también de 2014.

### En el género de la animación
- 1963 El Poderoso Hércules, producida por Adventure Cartoon Productions y Trans-Lux. Es una serie de dibujos animados canadiense para la TV, de George Kashdan y Jack E. Miller, con Jimmy Tapp, Gerry Bascombe, Helene Nickerson y Jack Mercer.
- 1969 Regreso desde el Olimpo (Vozvraschenie s Olimpa), producida por Soyuzmultfilm, Unión Soviética de Aleksandra Snezhko-Blotskaya.
- 1995 Hércules, producida por Cayre Brothers para Goodtimes Entertainment y Jetlag Productions para Mangafilm. Colección Cuentos Clásicos. Música de Nick Carr, Ray Crossley y Andrew Dimitroff. Con una duración de 50 minutos, de Toshiyuki Hiruma y Takashi, con Tony Ail, Nathan Aswell y Chera Bailey.
- 1996 Hércules, producida por Sony Wonder Entertainment. Con una duración de 50 minutos.
- 1997 Hércules, producida por Walt Disney Feature Animation de Ron Clements y John Musker. Música de Alan Menken, con una duración de 93 minutos, con Tate Donovan, Josh Keaton, Danny DeVito, James Woods, Susan Egan.
- 1997 Hércules, producida por Burbank Animation Studios, Australia de Leonard Lee, Roz Phillips y Roddy Lee. Música de Garry Hardman.
- 1997 Las asombrosas hazañas del joven Hércules, producida por Schwartz & Company para UAV Entertainment, Colección Gold. Con una duración de 31 minutos, de Bill Schwartz y Jan Strnad, con  Kathleen Doyle,  Alison Fraser y Jack Grimes.
- 1997 Hércules (Herkules), producida por Dingo Pictures, Alemania. Es un Mediometraje tipo Serie B, en Color, con una duración de 45 minutos. Película alemana de bajo presupuesto que adquirió cierta fama en Internet con el título de "Hércules del chino" de Ludwig Ickert y Roswitha Haas.
- 1998 Hercules de cero a héroe, serie de televisión producida por Walt Disney Television Animation y Buena Vista Television de Phil Weinstein con Tate Donovan, Robert Costanzo, James Woods, Sandra Bernhard, Corey Burton, French Stewart, Bobcat Goldthwait y Matt Frewer.
- 1998 Hercules y Xena, La película Animada: La Batalla por el Monte Olimpo, producida por Renaissance Pictures para Universal Studios. Basada en las series de televisión Xena: la princesa guerrera y Hércules: The Legendary Journeys, realizada para la TV, dura 80 minutos, de Lynne Naylor. Música de Joseph LoDuca, con Kevin Sorbo, Lucy Lawless, Renée O'Connor, Kevin Smith y Michael Hurst.
- 2000 Hércules, producida por Golden Film, Serie Clásicos Inolvidables. Es un Mediometraje con una duración de 80 minutos.

### Manga
- 2018: Aparece como uno de los peleadores del bando de los dioses en el anime Shuumatsu no Valkyrie, donde se enfrenta a Jack el Destripador.

También el personaje de Hércules ha sido adaptado en varias ocasiones al cómic por la casa Marvel Comics.